# Caja de pájaro cantor
Una caja de pájaro cantor (boîte à oiseau chanteur en francés) es un artefacto consistente en una caja, normalmente con forma rectangular, que contiene en su interior un ave cantora mecánica de pequeño tamaño situada bajo un medallón o tapa ovalada. El autómata se activa mediante un dispositivo situado habitualmente en la parte frontal derecha, saliendo a través de una rejilla, abriendo y cerrando el pico, batiendo las alas y la cola, moviendo la cabeza (no todos), todo ello mientras canta.
Este objeto curioso funciona mediante una maquinaria mecánica similar a la de un reloj. Existen dos tipos, cada una con sus diferentes características; motor con tracción por rueda de caracol y cadena y el segundo por medio de barrilete con muelle en espiral.
Sus orígenes se encuentran en la ciudad suiza de Ginebra y su invención en 1784/85 se atribuye a Pierre Jaquet-Droz.
A veces se emplea el término tabaquera para denominar a este objeto por su semejanza en tamaño y forma, aunque ello no implique necesariamente que se utilice para guardar rapé.